# (18) Melpòmene
(18) Melpòmene és un asteroide del cinturó principal, descobert des de l'Observatori George Bishop de Londres per John Russell Hind el 24 de juny de 1852 i rep el nom de la musa Melpòmene.
Melpòmene ocultà l'estrella SAO 114159 l'11 de desembre de 1978. Durant l'ocultació es detectà un possible satèl·lit natural de l'asteroide, amb un diàmetre de com a mínim 37 km. El candidat a satèl·lit rebé la designació provisional S/1978 (18) 1. Posteriorment, Melpòmene s'observà amb el Telescopi Espacial Hubble l'any 1993, que fou capaç de resoldre la forma una mica allargada de l'asteroide, però no detectà cap satèl·lit.